# Kamerun-Klettermaus
Die Kamerun-Klettermaus (Dendromus oreas) ist ein Nagetier in der Gattung der Afrikanischen Klettermäuse, das in Afrika vorkommt.

## Merkmale
Die Art erreicht eine Kopf-Rumpf-Länge von 60 bis 74 mm, eine Schwanzlänge von 89 bis 104 mm und ein Gewicht von 9 bis 13 g. Die Hinterfüße sind 18 bis 20,5 mm lang und die Länge der Ohren beträgt 13 bis 19 mm. Die meisten Exemplare besitzen den für die Gattung typischen schwarzen Aalstrich von der Rückenmitte bis zum Schwanzansatz. Andere Bereich der Oberseite sind rotbraun. Während die Unterseite rötlich bis gelbgrau ist. Auf der Kehle, auf der Brust oder im Bereich des Anus können cremefarbene oder weiße Flecken vorkommen. Am Hinterfuß ist der fünfte Zeh opponierbar und auffällig lang. Der Schwanz weist eine dunkle Oberseite sowie eine helle Unterseite auf.

## Verbreitung
Die Kamerun-Klettermaus hat mehrere voneinander getrennte Populationen in Gebirgen in Kamerun, z. B. am Kamerunberg, am Vulkan Manengouba sowie am Vulkan Kupe. Sie hält sich in Gebieten auf, die auf 850 bis 4000 Meter Höhe liegen. Als Habitat dienen baumbestandene Savannen. Die Art besucht weiterhin Plantagen und Gärten.

## Lebensweise
Obwohl dieses Nagetier zu den Klettermäusen zählt, hält es sich meist am Boden auf, wo die Exemplare ihr unterirdisches Nest im Schutz von Grasballen anlegen. Die Kamerun-Klettermaus kann tag- und nachtaktiv sein. Ein untersuchtes Weibchen war mit fünf Embryos trächtig.

## Gefährdung
Wenn Klimaveränderungen die Nutzung von höhergelegenen Grasflächen als Weide für Nutztiere erlauben, könnte das den Bestand der Kamerun-Klettermaus negativ beeinflussen. Die IUCN listet die Art als nicht gefährdet (Least Concern).